# 白老町立白老小学校
白老町立白老小学校（しらおいちょうりつ しらおいしょうがっこう）は、北海道白老郡白老町緑丘3丁目1-1にある公立小学校。
本校は白老町中心部にあり、町域の広範囲を学区とする。主な進学先は、白老中学校。

## 沿革
- 1879年（明治12年）2月 - 開校。
- 1881年（明治14年）9月 - 苫小牧学校（現:苫小牧市立苫小牧西小学校）白老分校に改称。
- 1884年（明治17年）8月 - 校舎を新築移転。白老小学校として独立。
- 1887年（明治20年）4月 - 初等科を簡易科に改称。
- 1883年（明治26年）4月 - 白老簡易小学校に改称。
- 1886年（明治29年）
  - 8月 - 校舎新築開始。
  - 12月 - 移転。
- 1902年（明治35年）4月 - 白老第二小学校開校により、白老第一小学校に改称。
- 1905年（明治38年）3月 - 高等科併置。
- 1928年（昭和3年）7月22日 - 新校舎落成。落成式挙行。
- 1937年（昭和12年）5月31日 - 白老第二小学校廃校。翌6月1日から第二小学校の児童を第一小学校に収容。
- 1941年（昭和16年）4月1日 - 国民学校令により、白老国民学校に改称。
- 1947年（昭和22年）4月1日 - 学校教育法（旧法）施行により、白老村立白老小学校に改称。
- 1951年（昭和26年）11月20日 - 校歌制定。
- 1954年（昭和29年）11月1日[1] - 白老村の町制施行により、白老町立白老小学校に改称。
- 1956年（昭和31年）
  - 2月1日 - 鉄筋コンクリート新校舎第一期工事完了。
  - 2月28日 - 新校舎落成。
- 1958年（昭和33年）12月4日 - 鉄筋コンクリート二階建新校舎第二期工事完了。
- 1960年（昭和35年）
  - 2月 - 鉄筋ダイヤモンド体育館ほか第三期工事完了。
  - 2月20日 - 開校80周年記念式典と校舎落成記念式典挙行。
- 1966年（昭和41年）7月 - 学校プール完成。
- 1971年（昭和46年）3月10日 - 学校給食開始。
- 1972年（昭和47年）4月 - 障害児学級認可開設。
- 1973年（昭和48年）4月 - 緑丘小学校開校により、児童239名を転校。
- 1977年（昭和52年）4月 - 緑丘小学校との通学区変更により、児童139名を緑丘小学校に転籍。
- 1978年（昭和53年）10月 - 仙台市立片平丁小学校と姉妹校提携。創立100周年記念式典挙行。
- 1980年（昭和55年）1月 - 校庭にスケートリンク造成。
- 1985年（昭和60年）3月 - 屋体に暖房機設置。
- 1991年（平成3年）6月 - 遊具・ジャングルジム・雲梯・登り綱の取り換え作業完了。
- 1992年（平成4年）8月 - 体育館床張替工事完了。
- 1996年（平成8年）5月 - カナダ・ケネル市のヘレンディクソン小学校との姉妹校提携。
- 2000年（平成12年）9月 - 学校プール閉鎖式（34年の歴史に幕を閉じる）。
- 2016年（平成28年）
  - 2月27日 - 9時30分から、本校体育館にて離校式典挙行。
  - 4月1日 - （旧）白老・緑丘・社台の小学校3校が統合し、（新）白老小学校開校。校舎は、緑丘小学校の校舎を使用。
  - 4月7日 - 統合校舎にて、「出立式」挙行。
  - 4月8日 - 統合後最初の入学式挙行。
- 2017年（平成29年）4月1日 - この年度から、白老中学校との小中一貫教育開始[2]。

## 周辺
- 白老桜ヶ丘公園
  - 野球場
  - テニスコート
- 緑丘公園
- 社会福祉法人ポロト会認定こども園緑丘保育園 - 進学前保育園のひとつ
- 北海道栄高等学校

## 姉妹校
- 仙台市立片平丁小学校（仙台市青葉区）[3]
- ヘレンディクソン小学校（カナダ・ケネル市）

## アクセス
- JR室蘭本線白老駅から、徒歩約2.2km・徒歩約35分。車で約2.4km・約4分。
- 白老町役場から、約1.9km、徒歩約30分・車で約3分。

## 参考資料
- 『新白老町史』（白老町･1992年11月3日発行）下巻210頁～216頁「第7編 教育と文化・第2章 学校教育・第三節 小学校」の「白老小学校」の項。